# Place Váthi
La place Váthi (en grec moderne : Πλατεία Βάθης), officiellement Place Anexartisías (Πλατεία Ανεξαρτησίας), est une place située près de la place Omónia dans le centre d'Athènes en Grèce, autour de laquelle s'est développé le quartier homonyme.

## Place
Les rues Aristotélous, Chalkokondýli, Márni, Mezónos, Liosíon, Menándrou, Kamateroú et Karólou I convergent vers cette place. Le nom de la place lui vient des eaux autrefois stagnantes du torrent Kyklovórou, à la hauteur de l'actuelle rue Márni, car à cet endroit le sol était un peu plus profond. Kóstas Bíris (el) écrit dans Une toponymie de la ville et des environs d'Athènes : « "Váthia" et plus tard "Váthi" : Ancien toponyme résultant de l'abaissement du terrain vers le lit du Kyklovórou à l'endroit où se faisait le passage de la route Menidioú. Après avoir passé le ruisseau, la route était divisée en deux branches allant vers Menídi et vers Líosia » (ce sont les actuelles rues Acharnon et Liosíon qui partent de la place Váthi).

## Quartier
Outre la place, le nom de la place Váthi fait également référence au quartier homonyme, qui se trouve à gauche de la rue du 3 septembre (el), tout près d'Omónia. Il est bordé par les quartiers de la place Victoría, de Polytechnique, de la gare de Lárissa, du musée, de Pedión tou Áreos, d'Ágios Pandeleímonas, d'Ágios Pávlos et de Kypséli. Il tire son nom de la place Váthi  autour de laquelle il s'est développé.